# Eesti Sõnumid
Э́эсти Сы́нумид (эст. Eesti Sõnumid — «Эстонские известия») — ежедневная общественно-политическая газета на эстонском языке, издававшаяся в столице Эстонии Таллине с 30 марта 1994 года до 28 сентября 1995 года. 

## История газеты

### Предыстория создания
Во времена пребывания Эстонии в составе СССР (1940—1991) выходила газета «Рахва Хяэль» (эст. Rahva Hääl — «Голос народа»), бывшая органом ЦК Компартии Эстонской ССР. После восстановления государственной независимости Эстонии в 1991 году газета долгое время оставалась в государственной собственности. 

### Основание газеты «Ээсти Сынумид»
Незадолго до того, как 30 июня 1994 года со второй попытки газета была приватизирована компанией AS Maag, бывшей посредником в скандально-известной сделке по продаже Чеченской Республике советских рублей, полученных в ходе денежной реформы 1992 года, коллектив редакции в полном составе уволился и начал выпускать новую газету — «Ээсти Сынумид» (эст. Eesti Sõnumid).
5 июня 1995 года в результате слияния «Рахва Хяэль» с издававшейся с 1993 года «Хо́ммикулехт» (эст. Hommikuleht — «Утренняя газета») и газетой «Пя́эвалехт» (эст. Päevaleht — «Дневная газета», до 1990 года называлась Ноорте Хяэль (эст. Noorte Hääl)) на свет появилось новое ежедневное печатное издание — «Ээсти Пяэвалехт» (эст. Eesti Päevaleht — «Эстонская дневная газета»). 
«Ээсти Сынумид» прекратила своё существование после того, как 29 сентября 1995 года новые владельцы объединили её с «Ээсти Пяэвалехт». Коллектив «Ээсти Сынумид», не пожелав сотрудничать с совладельцами «Ээсти Пяэвалехт», в прошлом приватизировавшими «Рахва Хяэль», основал новую газету «Сы́нумилехт» (эст. Sõnumileht — «Газета известий»). 

### Слияние с «Ыхтулехт»
3 июля 2000 года в результате объединения «Сынумилехт» с газетой «Ыхтулехт» (эст. Õhtuleht — «Вечерняя газета») на свет появилось новое ежедневное печатное издание — «СЛ Ыхтулехт» (эст. SL Õhtuleht). 6 октября 2008 года газета «СЛ Ыхтулехт» стала выходить под названием «Ыхтулехт» (эст. Õhtuleht).